# Kluki (Poméranie-Occidentale)
Pour les articles homonymes, voir Kluki.
Kluki est une localité polonaise de la gmina rurale de Przelewice située dans le powiat de Pyrzyce en voïvodie de Poméranie-Occidentale. Elle se situe à environ 14 km à l'est de Pyrzyce et 48 km au sud-est de la capitale régionale Szczecin.

## Géographie

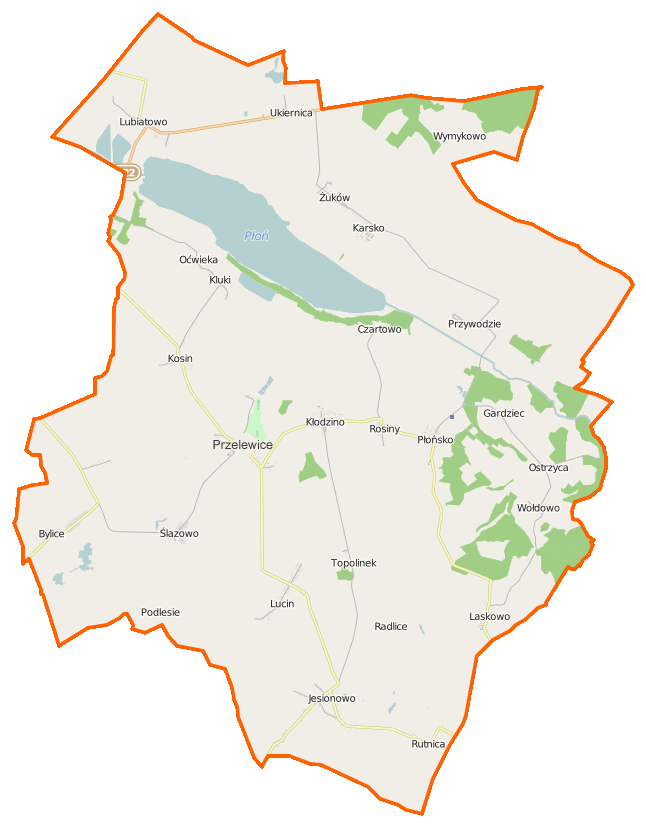
Carte de la gmina de Przelewice.

## Histoire
De 1815 à 1945, Klücken fait partie de l'arrondissement de Pyritz dans le district de Stettin au sein de la province de Poméranie